# Obergefell v. Hodges
Obergefell v. Hodges ist die Sammelbezeichnung für vier vor dem Obersten Gerichtshof der Vereinigten Staaten verhandelte Fälle zur staatlichen Anerkennung der gleichgeschlechtlichen Ehe. Die Kläger machten geltend, dass die Weigerung bundesstaatlicher Behörden, gleichgeschlechtliche Eheschließungen zuzulassen oder anzuerkennen, gegen ihre von der Verfassung der Vereinigten Staaten geschützten Grundrechte verstoße. Der Oberste Gerichtshof schloss sich dieser Position am 26. Juni 2015 mit einem Grundsatzurteil an.

## Hintergrund
Am 19. Juli 2013 reichte James Obergefell beim zuständigen United States District Court in Cincinnati, Ohio, Klage ein mit dem Ziel, den Bundesstaat Ohio dazu zu verpflichten, ihn im Falle des Todes seines schwerkranken Ehegatten John Arthur als hinterbliebenen Witwer auf der Sterbeurkunde einzutragen. Die Ehe war in Maryland geschlossen worden, wo solche Eheschließungen seit dem 1. Januar 2013 zulässig waren. Die Klage richtete sich gegen eine Änderung der Verfassung von Ohio im Jahr 2004, nach der nur Ehen zwischen einem Mann und einer Frau staatlich anzuerkennen sind. Weitere ähnliche Verfahren, die alle die staatliche Anerkennung von in anderen Bundesstaaten geschlossenen gleichgeschlechtlichen Ehen bewirken sollten, wurden in Tennessee und Kentucky geführt und in diesem Verfahren konsolidiert.
Die Beschwerde des lesbischen Krankenpflegerinnenpaares April DeBoer und Jayne Rowse auch namens ihrer beiden Adoptivsöhne gegen Gouverneur Rick Snyder von Michigan erstritt die Zulassung des Paares zur Eheschließung und zur gleichberechtigten ehegemeinschaftlichen Adoption der Säuglinge.

## Rechtliche Ausgangslage
Die Gesetzgebungskompetenz zur Gestaltung der Ehegesetzgebung liegt in den USA nicht auf nationaler Ebene, sondern grundsätzlich bei jedem der Einzelstaaten, ist also Ländersache.
Das Eherecht divergierte landesweit bis 2015 vor allem hinsichtlich des Zwangs zur Verschiedengeschlechtlichkeit der Ehegatten. Das reichte von der Voraussetzung, dass zwei sich ehelich Verbindende lediglich ehefähig sein mussten – deren Geschlecht also keine Rolle spielte – bis hin zu der Vorschrift, dass die Ehe nur jeweils die Verbindung eines Mannes und einer Frau sei.
Bis 2013 bestand ein Bundesgesetz, der Defense of Marriage Act. Dieses Gesetz ächtete die Anerkennung gleichgeschlechtlicher Ehen auf Bundesebene. Gleiches bewirkten die nun beklagten bundesstaatlichen Gesetze, die seit 2004 erlassen und vom Wahlvolk mit Mehrheiten von 59 % bis 81 % ratifiziert worden waren – darunter auch einzelstaatliche Verfassungszusätze. Sie untersagten explizit Ehen zwischen zwei Männern oder zwei Frauen und damit lokal unmittelbar deren staatliche Anerkennung:

„Um die Früchte der Ehe für unsere Gesellschaft und zukünftige Generationen von Kindern zu sichern und zu bewahren, wird für alle Zwecke nur die Vereinigung aus einem Mann und einer Frau in Ehe als Ehevertrag oder vergleichbares Vertragsverhältnis anerkannt werden.“

„Nur eine Vereinigung eines Mannes und einer Frau kann eine in diesem Staat oder seinen Teilen gültige oder durch Staat oder seine Teile anerkannte Ehe sein.  Dieser Staat und seine Teile wird keinen rechtlichen Status für unverheiratete Individuen schaffen oder anerkennen, der sich der Gestalt, Qualität, Bedeutung oder Wirkung der Ehe anzunähern beabsichtigt.“

„Nur eine Ehe aus einem Mann und einer Frau wird in Kentucky Geltung oder Anerkennung erfahren.  Ein der Ehe gleicher oder substanziell ähnlicher rechtlicher Status für unverheiratete Individuen wird keine Geltung oder Anerkennung erfahren.“

„Das die Beziehung zwischen einem Mann und einer Frau segnende althergebrachte Institut und Vertragsverhältnis ist das einzige gesetzlich anerkannte Ehevertragsverhältnis in diesem Staat. Jegliche Politik, Gesetzgebung oder Rechtsauslegung mit der Absicht, Ehe als etwas anderes als das die Beziehung zwischen einem Mann und einer Frau segnende althergebrachte Institut und Vertragsverhältnis zu definieren, steht konträr zur Volkspolitik dieses Staates und wird damit nichtig und unerzwingbar in Tennessee. Falls ein anderer Staat oder ein fremdes Rechtswesen Personen eine Eheurkunde ausstellt und jene in diesem Staat durch die Bestimmungen dieses Abschnitts verboten ist, wird sie in diesem Staat nichtig und unerzwingbar.“

Gegen die erstinstanzlichen Urteile, die den Beschwerdeführern jeweils ihren verfassungsmäßigen Anspruch auf Gleichbehandlung zuerkannt hatten, legten die betroffenen vier Staaten im Herbst 2014 vor dem für sie zuständigen 6. Bundesberufungsgericht Rechtsmittel ein. Damit waren sie erfolgreich. Martha Daughtrey, die sich als einzige Richterin diesem Urteil nicht anschloss, spekulierte, ihre Kollegenmehrheit hätte möglicherweise damit einem abschließenden Urteil des Supreme Court für eine bundeseinheitliche Regelung dieser Frage den Weg öffnen wollen.
Die eingelegte Beschwerde wurde Anfang 2015 zur höchstrichterlichen Entscheidung angenommen.

## Strittige Rechtsfrage
Der Oberste Gerichtshof hatte über die Frage zu entscheiden, ob das Gleichbeschützungsgebot des 14. Zusatzartikels zur Verfassung der Vereinigten Staaten gleichgeschlechtlichen Paaren gleichberechtigt Schutz vor benachteiligender Ungleichbehandlung verbrieft und zwar bei der
1. grenzüberschreitenden Freizügigkeit als Ehepaar und
2. innerstaatlichen Zugangsfreiheit zur Eheschließung.

Bei Ersterem geht es um die Frage, wie ein Paar, das in einem Staat, der die gleichgeschlechtliche Ehe zulässt, geheiratet hat, in einem Staat behandelt wird, der das ablehnt. Bei der zweiten Frage geht es darum, ob ein gleichgeschlechtliches Paar einen Anspruch darauf hat, eine Ehe eingehen zu dürfen.

## Tenor des historischen Grundsatzurteils
Der Oberste Gerichtshof verlautbarte am 26. Juni 2015 sein Urteil, dass die Gesetze der beklagten Staaten tatsächlich den Beschwerdeführern verfassungswidrig unangemessen Freiheiten genommen hatten, und hielt dabei alle US-Bundesstaaten dazu an, die in jeweils anderen Staaten geschlossenen Ehen anzuerkennen sowie beim Zugang in den Ehestand gleichgeschlechtlichen Brautpaaren genau den gleichen rechtlichen Rahmen zu gewähren.

## Knapper Pendelausschlag
Der Vortrag des berichterstattenden Richters Anthony Kennedy (nominiert von Ronald Reagan) befand sich in Übereinstimmung mit der Beurteilung der vier von Bill Clinton und Barack Obama nominierten Richter Ginsburg, Breyer, Sotomayor und Kagan. Dagegen stimmten die vier von republikanischen Präsidenten nominierten Richter Scalia, Thomas, Alito und Roberts. Letztere ließen ihre Minderheitsvoten einzeln protokollieren.

## Begründung der Mehrheitsmeinung
Kennedys Begründung betonte pathetisch die großartige, lang tradierte und zunehmend liebevoll kultivierte rechtliche Ausgestaltung der ehelichen Gemeinschaft, der durch das Begehr der Beschwerdeführer keinerlei Wertminderung drohe. Ein Zulassen der gleichgeschlechtlichen Ehe beseitige lediglich eine hartnäckig verteidigte rechtliche Scheuklappe, die die Legitimität der gleichgeschlechtlichen Ehe bestreite, ähnlich wie im Fall Loving v. Virginia. Mit dem Urteil in dieser Sache wurde 1967 das Verbot gemischtrassiger Ehen beseitigt. Die gleichgeschlechtliche Ehe sei gerade auch zur Absicherung des Nachwuchses und der verwandtschaftlichen Bindung, auch über das Lebensende hinaus genauso zu gestatten:

„Kein Bund ist tiefgründiger als die Ehe. Er vereint in sich die höchsten Ideale der Liebe, Treue, Hingabe, Aufopferung und Familie. Indem sie die Ehe eingehen, werden zwei Menschen zu etwas Größerem als zuvor. Wie manche Kläger uns zeigen, verkörpert die Ehe eine Liebe, die so groß ist, dass sie sogar den Tod überdauert. Anzunehmen, dass diese Männer und Frauen die Idee der Ehe nicht respektieren, würde ihnen nicht gerecht. Sie respektieren sie, sie respektieren sie so sehr, dass sie diese Erfüllung für sich selbst wünschen. Ihre Hoffnung ist, dass sie nicht dazu verdammt sind, in Einsamkeit zu leben, ausgeschlossen von einer der ältesten Institutionen der Zivilisation. Sie erbitten sich die gleiche Würde vor dem Gesetz. Die Verfassung garantiert ihnen dieses Recht. So wird es angeordnet.“

## Begründungen der Minderheitsmeinungen
Die Gegenstimmen argumentierten im Tenor allesamt, dass hier eine knappe Richtermehrheit kompetenzüberschreitend das Gleichbeschützungsgebot in übermächtiger Willkür überstrapazierte und dem Wahlvolk seine demokratisch verfasste Entscheidungsfreiheit entziehe, anstatt sich judikativ geduldig zurückzuhalten und dem legislativen Willensbildungsprozess seinen freien Lauf zu lassen.
Die Ehe sei traditionell heterosexuell definiert und die Gerichtsbarkeit habe den sachlichen Definitionen der Legislative sehr vorsichtig zu folgen, anstatt als subjektiv gefärbte, überheblich idealisierende, niemandem verantwortliche, ungewählte 5-Personen-Alleinregierung die Worte der Verfassung und die Mehrheit der Wähler in ihrer frei gewählten Meinung zu bevormunden.
Seit Jahrhunderten sei jedem selbstverständlich, dass auch angesichts nicht mehr ausreichender sexueller Anziehungskraft das Institut der heterosexuellen Ehe die lebenslang stabile Versorgung der Kinder sichere. Wenn nun hier hippieske Freiheiten ausgerechnet durch eine Ehe abgesegnet werden sollen, sei das kein Gewinn, sondern eine absolut realitätsferne Halluzination.
Das traditionelle Verbot homosexueller Ehen sei keine abzuwehrende aufdringliche Strafvorschrift oder sonstige verfassungswidrige Freiheitsbeschneidung, sondern lediglich eine verfassungskonforme Begünstigungsanspruchvorenthaltung, von deren Überwindung die parlamentarische Mehrheit überzeugt werden kann, sich aber nicht gezwungen überzeugen lassen muss.
Die Kläger seien auch unverheiratet lebendig, freizügig und vermögend und somit grundrechtlich unbeeinträchtigt.
Das Gericht missverstehe seinen freiheitsbewahrenden Regierungs-Abwehrauftrag hier als freiheitskonstruierenden Regierungs-Erzwingungsauftrag.
Der Gerichtshof habe bereits 1923 aus dem Fehler übertrieben vieler eigenmächtiger Freiheitsrechtssetzungen gelernt und sich Legislativabstinenz geschworen, wohingegen die jetzige Gerichtsmehrheit durch Prinzipienuntreue Gerechtigkeit und Freiheit wieder gefährde und den Menschen die Religionsfreiheit und Wahlfreiheit und der wichtigen politischen Diskussion ihre Ergebnisoffenheit entreiße.
Reine Unschädlichkeitsargumentation verwässere zwingend harte Rechtspraxis zugunsten fachfremder weicher soziologischer Theorie.
Die die homosexuelle Ehe würdigende Argumentation ließe sich genauso zur Begründung eines polyamoren oder polygamen Eheanspruchs (Vielehe) weiterspinnen.
Das Gericht habe per kastrierendem Dekret einem politischen Ziel der staatlich erteilten anstelle der traditionell inhärent ausgestrahlten Menschenwürde zur Geltung verholfen. Es sei nicht populismusresistent und habe entgegen der Verfassung und der demokratischen Selbstbestimmung die Entscheidungsgewalt mit unermesslichen Folgen zu sich in die Judikative geputscht.